# American Symphony
American Symphony è un film documentario del 2023 scritto e diretto da Matthew Heineman.

## Trama
Il documentario esplora un anno della vita del compositore Jon Batiste mentre alla moglie viene diagnosticata la leucemia.

## Distribuzione
Il film è stato presentato in anteprima assoluta il 31 agosto 2023 al Telluride Film Festival. Successivamente è stato distribuito su Netflix il 29 novembre 2023.

## Accoglienza
L'aggregatore di recensioni Rotten Tomatoes riporta il 95% di recensioni positive, con un punteggio medio di 7,4 su 10 basato sul parere di 48 critici.

## Riconoscimenti
- Grammy Awards[4]
  - 2025 – Miglior film musicale

- Premio Oscar[5]
  - 2024 – Candidatura alla miglior canzone a Jon Batiste e Dan Wilson